# Gesellschaftsvermögen
Als Gesellschaftsvermögen bezeichnet man im deutschen Gesellschaftsrecht die Beiträge der Gesellschafter einer Personengesellschaft und die durch die Geschäftsführung für die Gesellschaft erworbenen Gegenstände (Aktiva und Passiva: Forderungen, Sachen, sonstige Rechte sowie den unternehmerischen Goodwill). Sie werden gemeinschaftliches Vermögen der Gesellschafter (§ 718 BGB) und unterliegen deshalb einer gesamthänderischen Bindung  (§ 719 BGB). Das Gesellschaftsvermögen ist vom privaten Vermögen der einzelnen Gesellschafter zu unterscheiden. Ein Gesellschafter kann nicht über seinen Anteil an dem Gesellschaftsvermögen und an den einzelnen dazu gehörenden Gegenständen verfügen (§ 719 Abs. 1 BGB). 
Die Gesellschaft bürgerlichen Rechts (GbR) ist nach mittlerweile gefestigter Rechtsprechung teilrechtsfähig und daher auch parteifähig, soweit sie eigene Rechte und Pflichten begründet. Sie kann deshalb hinsichtlich ihres Vermögens unter ihrem Namen klagen und verklagt werden. Sie ist die Gläubigerin bzw. Eigentümerin des Gesellschaftsvermögens.
Entgegen dem Wortlaut von § 736 ZPO ist zur Zwangsvollstreckung in das Gesellschaftsvermögen kein Titel gegen alle Gesellschafter mehr nötig. Es genügt ein Titel gegen die Gesellschaft.